# Reino de Murcia (Corona de Castilla)
El Reino de Murcia fue una jurisdicción territorial de la Corona de Castilla desde su reconquista en el siglo XIII hasta la división provincial de 1833, acometida por Javier de Burgos. Se extendía aproximadamente por el territorio de la actual Región de Murcia, la parte sureste de la actual provincia de Albacete, Villena y Sax en Alicante y por algunas localidades de la actual provincia de Jaén. Desde su creación hasta 1305 también abarcó buena parte de la provincia de Alicante: las comarcas del Vinalopó, L'Alacantí y la Vega Baja, que pasaron al Reino de Valencia como Gobernación de Orihuela, en la Corona de Aragón, tras los tratados de Torrellas y de Elche.
El título de «rey de Murcia» fue ostentado por los reyes de la Corona de Castilla y hoy día sigue constituyendo uno de los títulos históricos del rey de España.

## El Tratado de Alcaraz, protectorado castellano, revuelta mudéjar y conquista aragonesa (1243-1266)
En 1243, el emir de la taifa de Murcia (Ibn Hud al-Dawla) firmó las capitulaciones de Alcaraz con el infante Alfonso de Castilla en representación de Fernando III, aceptando el protectorado de los reinos de Castilla y de León. De esta manera Murcia ganaba una alianza para frenar a los aragoneses de Jaime I (que acababan de conquistar Villena) y a los granadinos de Ibn al-Ahmar (rivales de la taifa murciana), al mismo tiempo que conseguían parar el avance de la Orden de Santiago, que ya había penetrado en la zona norte de la taifa de la mano de Pelayo Pérez Correa (conquistando Chinchilla o Yeste en 1242). Castilla, en contrapartida, conseguía una salida al mar Mediterráneo. 

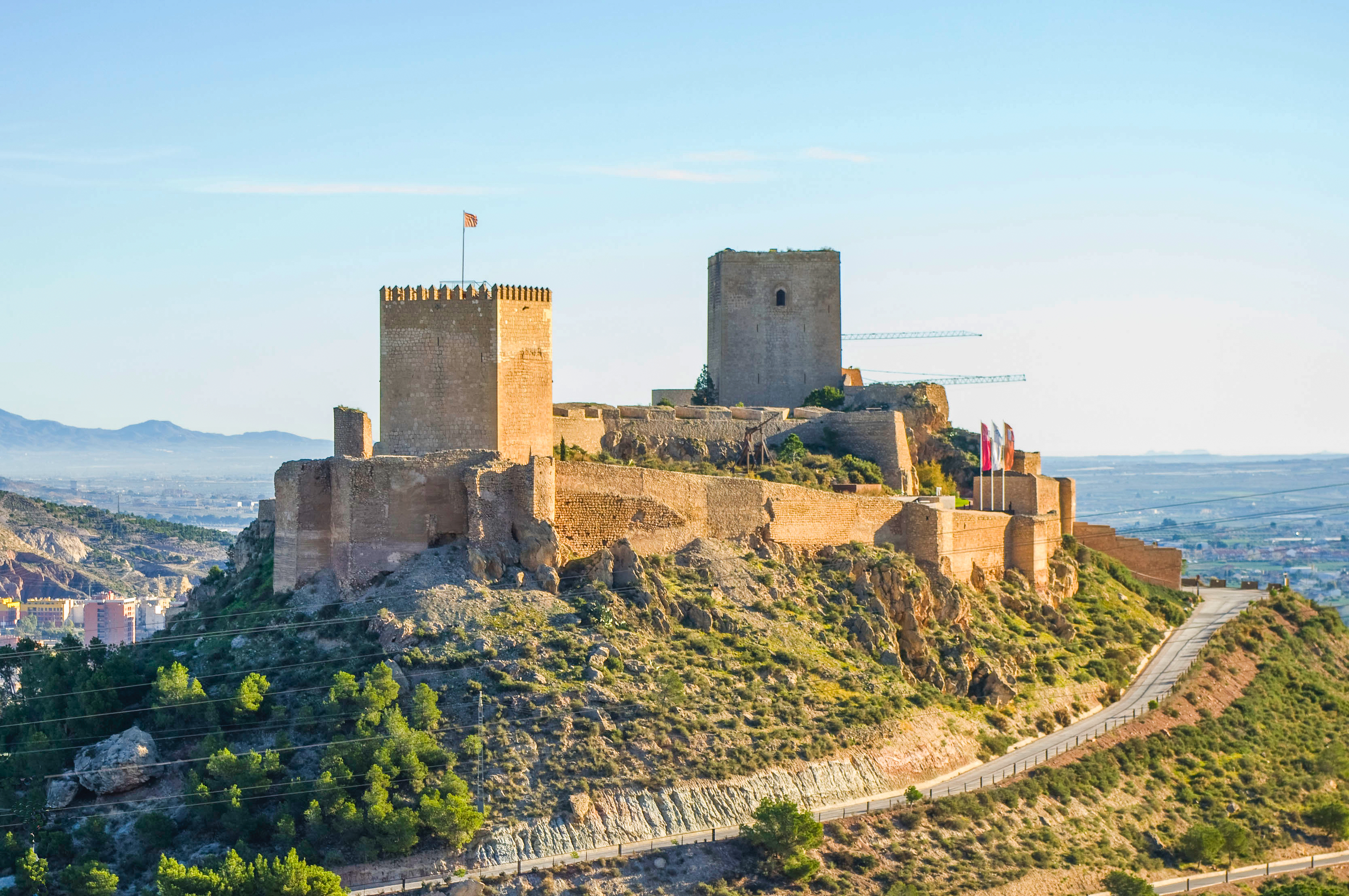
El Castillo de Lorca, sede de la guarnición castellana tras 1244, estuvo sitiado durante la Revuelta mudéjar de 1264-1266.

Sin embargo, diversos núcleos de la antigua taifa no cumplieron el pacto, tales como Orihuela, Alicante, Ricote y Aledo, siendo sometidas por la acción de Pelayo Pérez Correa en el mismo año de 1243. Otras poblaciones importantes, como Mula, Cartagena y Lorca, se negaron en su momento a participar del tratado de Alcaraz, por lo que tropas de Castilla (dirigidas por el infante Alfonso) aplicaron el derecho de conquista sobre ellas. Mula cayó en 1244 y Cartagena en 1245. En cambio, Lorca acabó firmando un pacto con los sitiadores que replicaba lo acordado en Alcaraz. Este situación generó que todo el territorio murciano fuera un protectorado semiautónomo de los musulmanes, a excepción de los núcleos de Mula y Cartagena, las únicas poblaciones de jurisdicción plenamente cristiana, ya que a ambas se les concedió el Fuero de Córdoba en 1245 y 1246 respectivamente. 
En 1244 se firmaría el Tratado de Almizra entre Castilla y Aragón, que definiría la frontera murciana con el Reino de Valencia y por el que Villena pasaría a manos castellanas.
En 1250 Castilla decidió crear la diócesis de Cartagena, en 1257 se produjo el primer repartimiento de Murcia y en 1258 se nombró al primer adelantado mayor del reino de Murcia. El paulatino incremento de la intervención castellana en el protectorado, ya que el rey Alfonso X fue consciente de que si cumplía lo acordado en Alcaraz en nada avanzaría la transformación cristiana del reino y su jurisdicción en la zona seguiría estando limitada, derivó en la sublevación de los musulmanes murcianos en 1264.

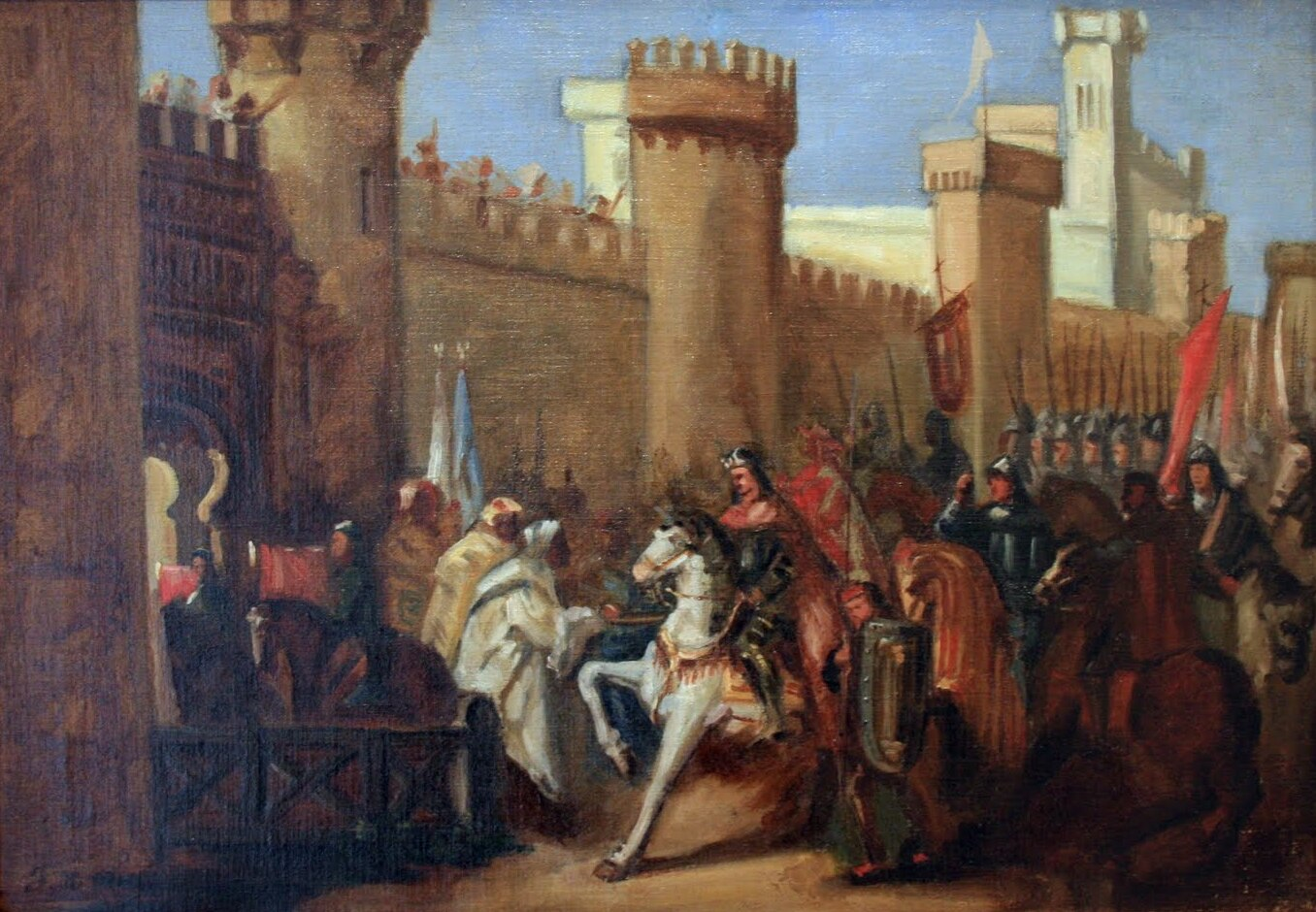
Pintura alusiva a la entrada de Jaime I en Murcia el 2 de febrero de 1266, obra de Federico Mauricio Ramos.

La revuelta contra la Corona de Castilla fue dirigida por el miembro de la familia real musulmana al-Watiq, con el apoyo de Granada. El conflicto fue sofocado gracias a la intervención aragonesa. La reina de Castilla Violante de Aragón, esposa de Alfonso X, pidió ayuda a su padre, Jaime I de Aragón, debido a que Alfonso se encontraba atendiendo la rebelión andaluza. Tropas aragonesas comandadas por el infante Pedro (el futuro Pedro III de Aragón) y el propio Jaime I sofocaron la revuelta entre finales de 1265 y principios de 1266, dejando a un importante número de aragoneses en el reino. Aunque según las condiciones del tratado de Almizra, este sería devuelto a Castilla.
A al-Watiq se le dieron tierras y vivió en el exilio, en su lugar Abdallah ibn Hud fue nombrado líder de los ahora mudéjares, con el título de "Rey de los moros de la Arrixaca de Murcia", en lugar de "Rey de Murcia", título que pasaría a ser ostentado por los reyes de Castilla. Daba así comienzo la construcción del nuevo Reino de Murcia como un ente político articulado plenamente dentro de la Corona castellana.

## Construcción institucional
Tras el fin de la revuelta mudéjar, el Reino de Murcia se vio sometido a una repartición y colonización a través de los repartimientos que, en parte, ya  fueron esbozados durante la etapa del protectorado, tratando de atraer a pobladores cristianos de toda la península y ciertas zonas de Europa. Se formaron concejos de realengo a través de la concesión de fueros (la ciudad de Murcia recibió el Fuero de Sevilla en 1266), además de señoríos laicos (destacando el señorío de Villena de los Manuel), delimitándose así distintos concejos (los primeros fueron los de Mula y Cartagena durante el protectorado). La estabilidad se vio favorecida por el establecimiento de órdenes militares tales como la de Santiago (con las encomiendas de Aledo o Yeste) o la del Temple (con la encomienda de Caravaca), evitando las rebeliones internas, a los piratas de la costa y la conflictividad de la frontera con Granada. Esta última se fortificó con numerosos castillos y torres.

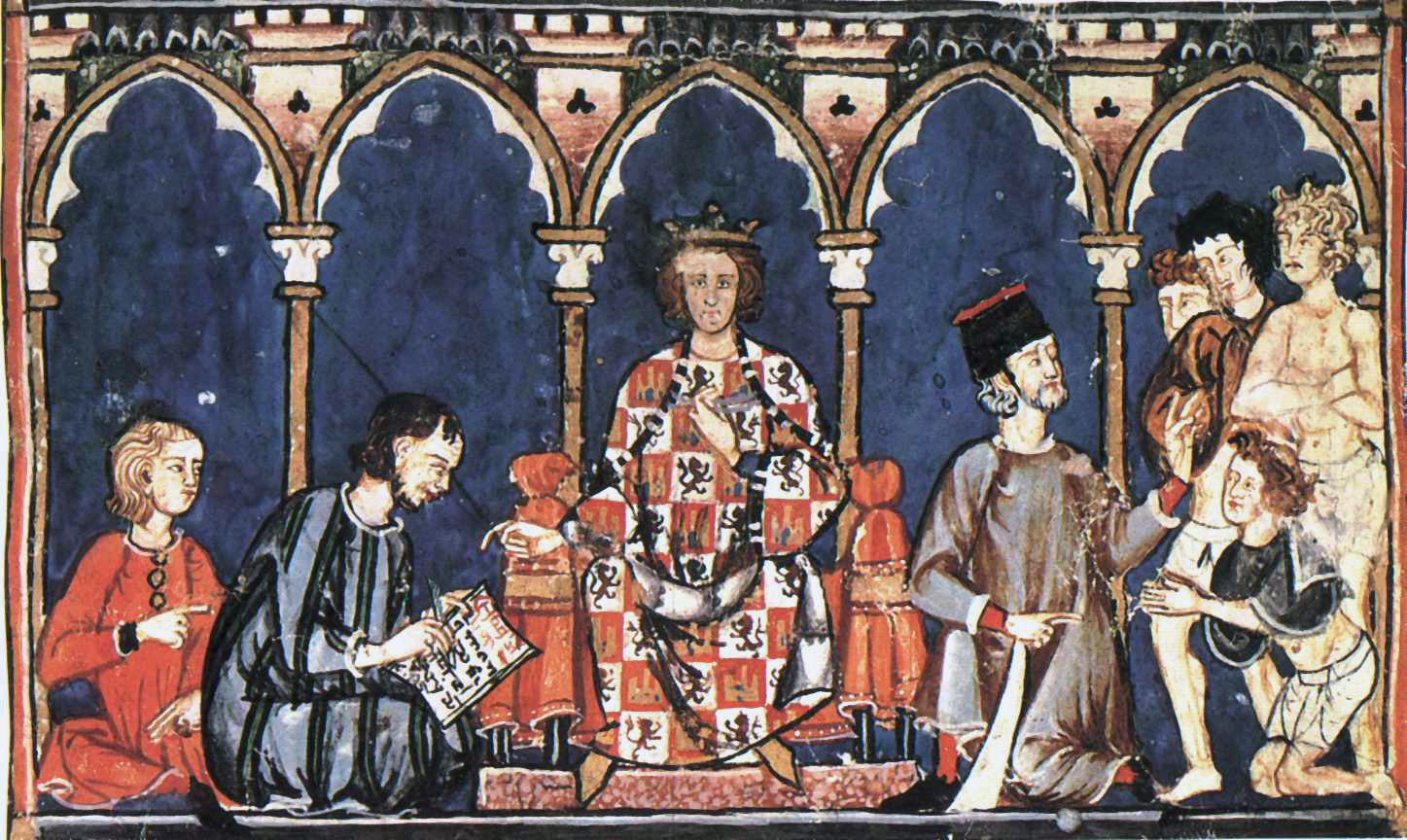
Alfonso X y su corte.

Alfonso X concedió a la ciudad de Murcia la representatividad de su reino en las Cortes castellanas. 
Antes de la conquista definitiva que supuso la intervención aragonesa, el principal cargo institucional castellano bajo el protectorado era el de merino mayor, de la misma forma que los reinos de Castilla, León y Galicia. Hay constancia de que al menos desde mayo de 1251 ya era merino mayor de Murcia Garcí Suárez. Sin embargo, en 1258 los merinos mayores de León, Castilla y Murcia fueron reemplazados por adelantados mayores, y cinco años después también el de Galicia. El primer adelantado mayor del reino de Murcia fue Alfonso García de Villamayor.
Aunque este cargo sólo era efectivo en la zona de realengo, pronto fue copado por miembros de la familia Manuel, como el infante Manuel de Castilla, pasando posteriormente a su hijo Don Juan Manuel, que además eran poseedores de la principal jurisdicción nobiliaria del reino: el señorío de Villena, por lo que su poder en todo el Reino de Murcia llegaría a ser indiscutible.
De los reinos creados por la Corona de Castilla en la reconquista del siglo XIII, sólo el de Murcia llegó a tener instituciones propias. De hecho, Alfonso X el Sabio estableció en su testamento que su hijo, el infante don Jaime de Castilla, heredara el Reino de Murcia como premio por haber vuelto a su servicio en la guerra que mantenía contra el infante Sancho, con la condición de que fuese vasallo del Reino de Castilla y León, que legaba a su nieto Alfonso de la Cerda; disposición que hubiera supuesto la independencia del Reino de Murcia frente a la Corona castellana. Sin embargo, el testamento del rey quedó sin valor al heredar finalmente el trono Sancho IV el Bravo.

## El periodo aragonés (1296-1304)

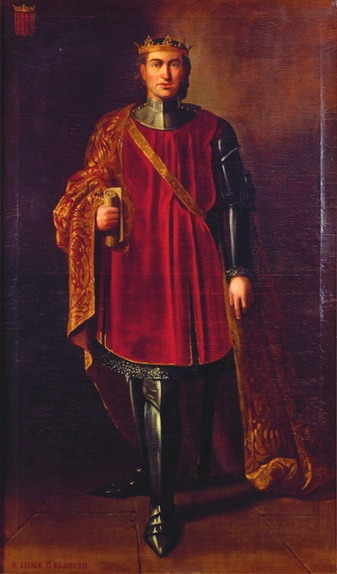
Retrato imaginario del rey Jaime II de Aragón, de Manuel Aguirre y Monsalbe. Ca. 1851-1854. (Diputación Provincial de Zaragoza).

El rey Jaime II el Justo de Aragón organizó en 1296 la conquista del Reino de Murcia tras recibirlo como donación de Alfonso de la Cerda a cambio de favorecer sus pretensiones al trono castellano durante la minoría de edad de Fernando IV de Castilla,  dada la abundante población cristiana de origen aragonés que habitaba el territorio y que ponía en cuestión la adscripción del mismo.
Alicante fue conquistada en abril del mismo año, tras una dura resistencia en el castillo de Santa Bárbara de su alcaide Nicolás Pérez. Jaime II tomó posteriormente Guardamar con el apoyo de la flota, negoció con Don Juan Manuel en Elche, prosiguiendo hacia Orihuela y Murcia, que capitularon, igual que el resto de la huerta murciana.
La conquista se vio facilitada por la referida población de origen aragonés que habitaba en el reino, aunque tuvo la oposición de las guarniciones castellanas de los castillos y del obispo de Cartagena.
Una segunda campaña tuvo lugar en 1298, ocupando Alhama de Murcia, y el 21 de diciembre de 1300 capitulaba Lorca tras un largo asedio. Por aquel entonces Jaime II pensó en articular el Reino de Murcia como uno más de los territorios de la Corona de Aragón al concederle Fueros, los llamados Constitutiones Regni Murcie de 1301.
Sin embargo, tras la mayoría de edad de Fernando IV, las pretensiones al trono de Alfonso de la Cerda fueron debilitándose, la crisis política de Castilla llegaba a su fin, por lo que ambas coronas prefirieron alcanzar un acuerdo, tanto Castilla como Aragón necesitaban la paz, firmándose el Tratado de Torrellas (1304) y la modificación expresada en el Tratado de Elche (1305), que devolvían el reino a la jurisdicción castellana pero cambiaban definitivamente las fronteras entre Castilla y Aragón fijadas en el Tratado de Almizra (1244), incorporando a la Corona de Aragón, en concreto al Reino de Valencia, las comarcas del Valle del Vinalopó, el Campo de Alicante y la Vega Baja del Segura. Sin embargo, estas comarcas continuarían perteneciendo a la diócesis de Cartagena hasta el siglo XVI.
Las localidades de Jumilla, Abanilla, Villena y Sax; que en un principio también pasaron a Aragón, acabaron regresando al Reino de Murcia a lo largo del siglo XIV.

## SigloXIVy primera mitad delXV

### Crisis poblacional: las epidemias de peste y la inseguridad de la frontera con Granada
Durante gran parte del siglo XIV y la primera mitad del siglo XV el Reino de Murcia vivió una profunda crisis que quedó reflejada en su economía y demografía, motivada no solo por las epidemias, como la peste que apareció en diversos momentos, sino por las continuas incursiones de tropas musulmanas provenientes del Reino de Granada que crearon una profunda inseguridad en todo el reino y favorecieron una importante despoblación.

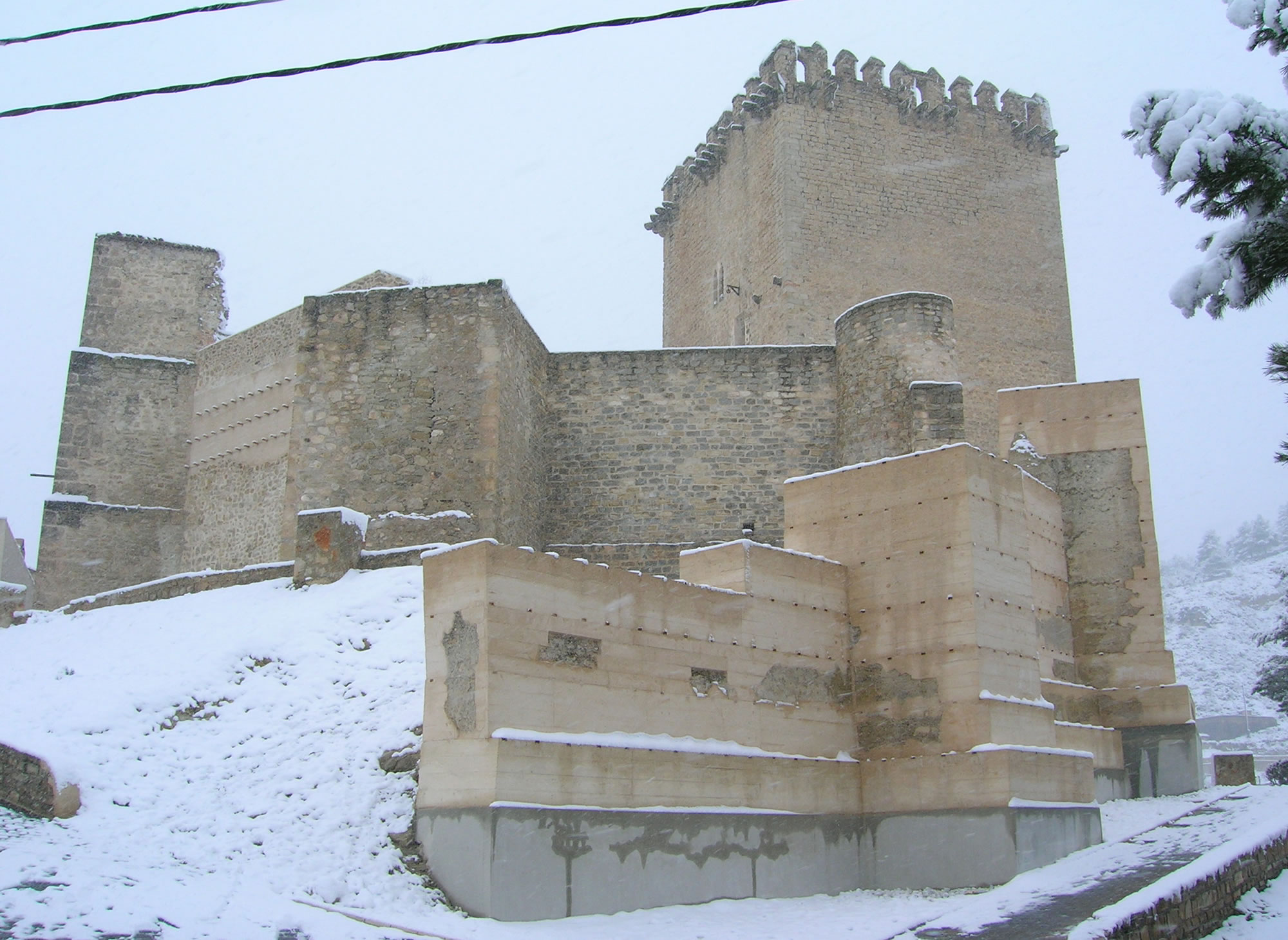
Castillo de Moratalla, localidad que tras la pérdida de Huéscar se convirtió en vanguardia fronteriza del Reino de Murcia frente al islam.

Todo comenzó cuando en 1314, las localidades en aquel momento murcianas de Huéscar, Orce y Galera cayeron en poder de los musulmanes granadinos, generando un peligro bélico omnipresente en todo el reino. A esto se unió la epidemia de peste de 1348, que fue aprovechada por las tropas granadinas para saquear el valle del Guadalentín. Las sucesivas pestes de 1372, 1379 y 1395 dejaron despobladas comarcas enteras, como las de Caravaca y Cehegín. La peste de 1395 generó en la ciudad de Murcia casi 6000 víctimas.
Numerosas villas y aldeas desaparecieron para nunca más resurgir, como las cristianas Chuecos, Ugíjar, Puentes o Felí, o las mudéjares Ascoy, Celda, Calentín, Gañuelas y Caristón.
El contexto de inseguridad y despoblación motivó el abandono de gran parte de las explotaciones agrarias, orientándose la economía del Reino de Murcia hacia la ganadería. Los intentos repobladores fueron numerosos, entre ellos la bula de la Santa Sede de 1386 para atraer guerreros y pobladores a diversas fortalezas como las de Moratalla, Yeste, Caravaca, Cehegín y Aledo.

### Inestabilidad política: los Manuel y la Guerra de los dos Pedros
La inestabilidad política también se hizo notar durante esta centuria. El príncipe de Villena y adelantado de Murcia, Don Juan Manuel, tuvo numerosos enfrentamientos con la nobleza de la capital; puesto que obtuvo atribuciones totales de gobierno sobre el Reino de Murcia al pactar la regencia de Castilla, y posteriormente, cuando Alfonso XI alcanzó la mayoría de edad, el adelantado promovió una revuelta contra el monarca aliándose con Alfonso IV de Portugal.
Con la muerte de Don Juan Manuel, le sucedió en el cargo Fernando Manuel, y tras el fallecimiento de este su pequeña hija, Blanca Manuel, algo que fue aprovechado por Pedro I para recuperar el control sobre el Reino de Murcia y las extensas tierras del Señorío de Villena, secuestrando a Blanca Manuel e imponiendo a linajes fieles en el adelantamiento.
La conocida Guerra de los dos Pedros (1356-1369) entre Castilla y Aragón; motivada por la ocupación murciana de algunas de las localidades perdidas tras la Sentencia de Torrellas (1304), reactivó los conflictos en la otra frontera, la aragonesa, desarrollándose diversas acciones bélicas en territorio murciano. A pesar de la inestabilidad, supuso la reintegración en el reino de las tierras de Jumilla, Villena, Sax, y Abanilla a través del Tratado de Almazán (1375).

### sigloXV: los Fajardo y los inicios de la ofensiva contra Granada
A comienzos del siglo XV, la crisis sucesoria que se vivía en Granada y la pacificación conseguida en el reino murciano por el adelantado Alfonso Yáñez Fajardo II permitieron iniciar un inédito periodo de acoso cristiano contra las poblaciones granadinas que dio excelentes resultados. En 1433 el adelantado conquistó Xiquena y Tirieza, y posteriormente avanzó hacia Los Vélez y Huéscar, pero la reacción granadina en 1445 recuperó estas últimas.
Los enfrentamientos entre miembros de la familia Fajardo favorecieron un nuevo periodo de acoso de Granada con el saqueo de Cieza en 1448, cuya población fue llevada cautiva. También se saquearon tierras del marquesado de Villena en la batalla de Hellín, recogiendo a su regreso a los habitantes de Letur (de mayoría mudéjar) dejando a la villa despoblada.
En 1452 una incursión granadina que asoló el Campo de Cartagena fue derrotada a su regreso por milicias de Lorca y Murcia en la llamada batalla de Los Alporchones.

## Edad Moderna

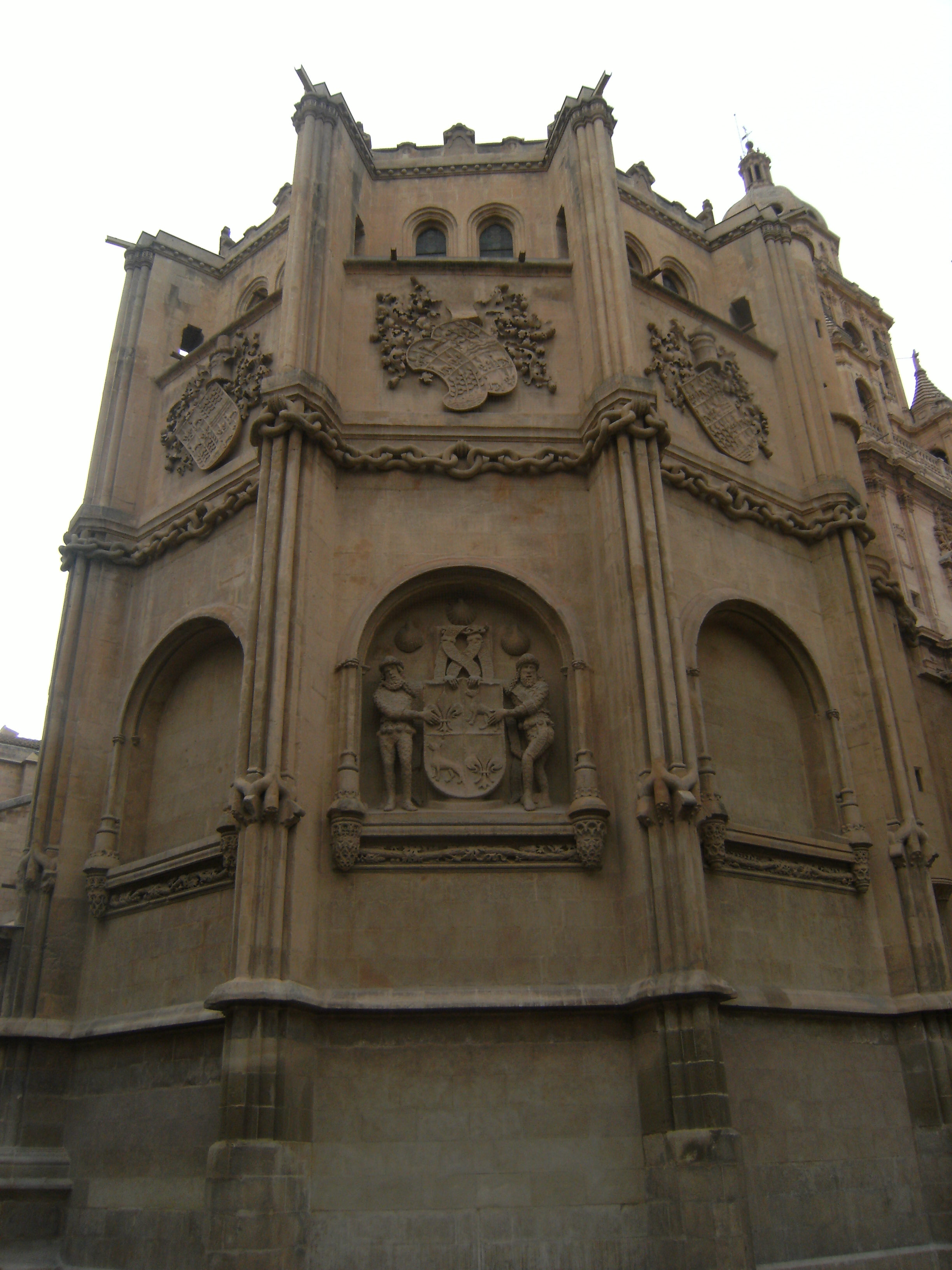
Exterior de la Capilla de los Vélez (los Fajardo), Adelantados mayores de Murcia, en la Catedral de Murcia.

### El final de la frontera
Ante la debilidad de la monarquía, en la época final de la Edad Media, el Reino sufrió múltiples incidentes y banderías que enfrentaron a las diferentes familias nobiliarias y al patriarcado urbano. Fueron los Reyes Católicos quienes lograron poner fin a esta inestabilidad y restablecer el orden social.
El Reino de Murcia tuvo un papel clave en la conquista de Granada. Los Reyes Católicos visitaron el reino en 1488 para organizar desde aquí la conquista de la parte oriental del reino nazarí. Una vez conquistada esta área, muchos murcianos repoblaron tierras granadinas como el valle del Almanzora y la comarca de Los Vélez. De hecho, tras la conquista, la localidad de Huércal-Overa se asignó al término municipal de Lorca, y por tanto al Reino de Murcia.
La poderosa familia de los Fajardo, poseedores en ese momento del adelantamiento, recibieron de los Reyes Católicos la comarca de Los Vélez como marquesado a cambio de Cartagena, que desde 1464 era patrimonio nobiliario de los Fajardo (como lo eran Mula, Molina de Segura, Alhama de Murcia, y las minas de Mazarrón), pasando de esta forma la localidad portuaria al realengo en 1503, y la comarca granadina al patrimonio de los adelantados murcianos.

### El auge delsigloXVI
En 1520, diversas localidades murcianas se sumaron a la revuelta comunera. Iniciada por Chinchilla de Montearagón y la ciudad de Murcia en mayo de aquel año, posteriormente se levantarían Lorca, Cartagena, Caravaca, Mula, Cehegín, Moratalla, Calasparra, Hellín, Villena, Liétor o Letur. Sin embargo, la revuelta en el Reino de Murcia no se dirigió contra Carlos I (salvo Hellín) ni contra el orden estamental como en el resto de la Corona de Castilla, sino contra los abusos de la oligarquía local, las intromisiones del adelantado y diferentes aspectos económicos. La Santa Junta de Tordesillas permitió a la ciudad de Murcia encabezar una hermandad entre las distintas comunidades del Reino de Murcia, participando en la misma Lorca, Yecla, Villena, Albudeite, Hellín, Cieza, Moratalla y Cartagena.
Tras la derrota comunera en Villalar, el adelantado murciano Pedro Fajardo y Chacón, que había contado con una actitud ambivalente en el conflicto, con un ejército formado por habitantes de diferentes ciudades y villas murcianas, venció a los agermanados valencianos en la Batalla de Orihuela de 1521, consiguiendo en consecuencia el perdón real. 
Una vez desaparecida la frontera de Granada y tras la unificación de las Coronas de Castilla y Aragón, el Reino de Murcia entró en un periodo de prosperidad que se tradujo en un aumento notable de sus habitantes. Durante el siglo XVI la población del Reino de Murcia aumentó en un 40 %. La ciudad de Murcia, la más poblada del reino, pasó de 11 000 a más de 16 000 habitantes. Lorca, la segunda más poblada, superó los 9000 (cuando partía de los 6500). La Comarca del Noroeste vivió el proceso más ascendente, de hecho Caravaca llegó a convertirse en la tercera más populosa al alcanzar los 7000 habitantes, superando a Albacete que rozaba los 6000. Núcleos como Cartagena también ascendieron llegando a los 4500 habitantes.
Los factores determinantes que propiciaron este desarrollo, además del final del peligro bélico de la frontera, fueron el auge de la industria de la seda, las minerías de Cartagena y Mazarrón y la mejora de las explotaciones agrícolas.
Durante el reinado de Felipe II, tropas murcianas bajo mando de Luis Fajardo, III marqués de los Vélez y adelantado del Reino de Murcia, ayudaron a sofocar la rebelión morisca en el Reino de Granada. Este hecho hará que se le conceda a la ciudad de Murcia el título de Muy noble y muy leal. La última frontera que por entonces quedaba activa era la costera ante los problemas de la piratería berberisca, algo que forzó a Felipe II a construir varias torres de vigilancia en la costa que aún en nuestros días se conservan.

### La expulsión de los moriscos

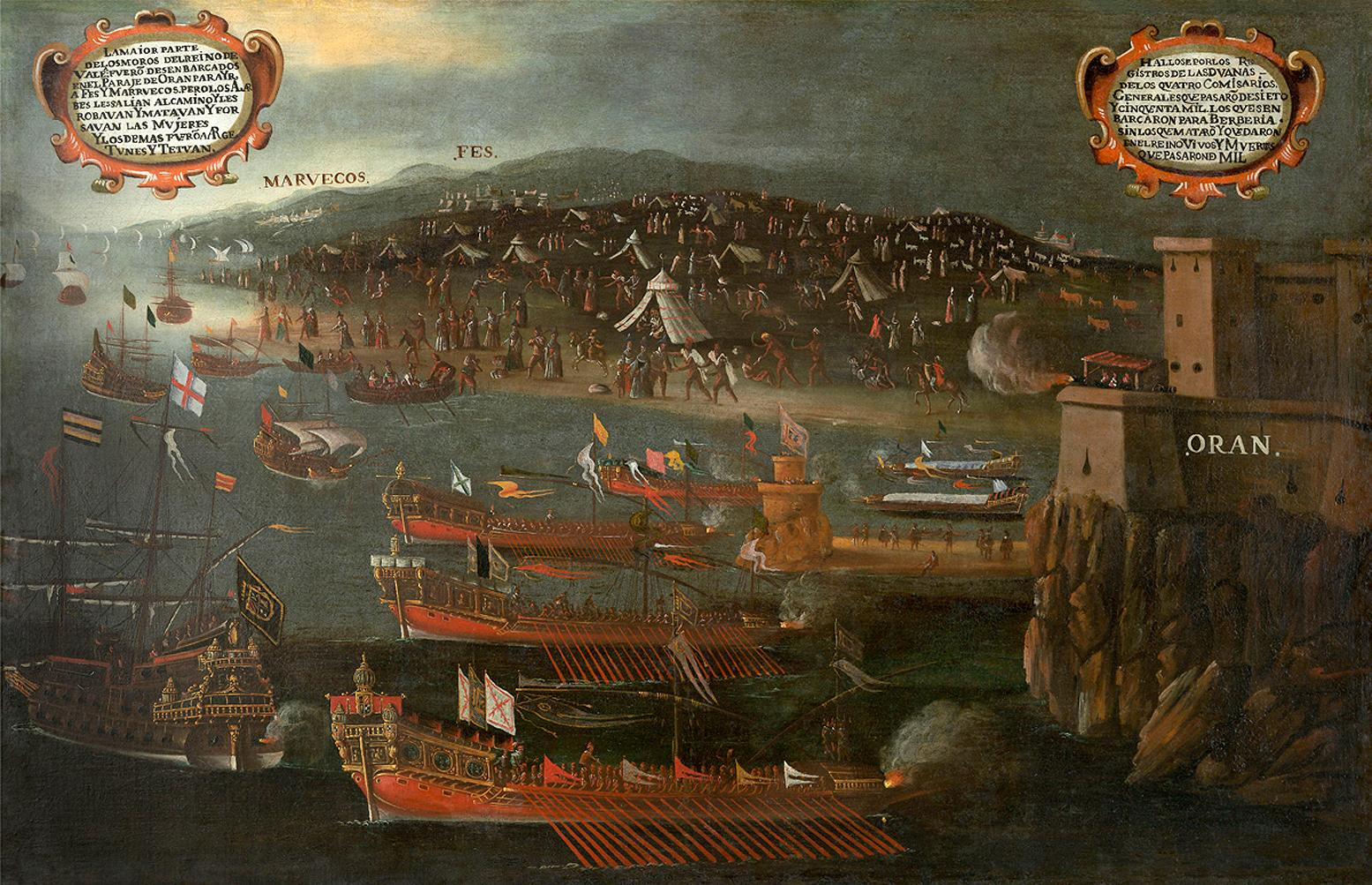
Desembarco de los moriscos en el Puerto de Orán (1613, Vicente Mestre).

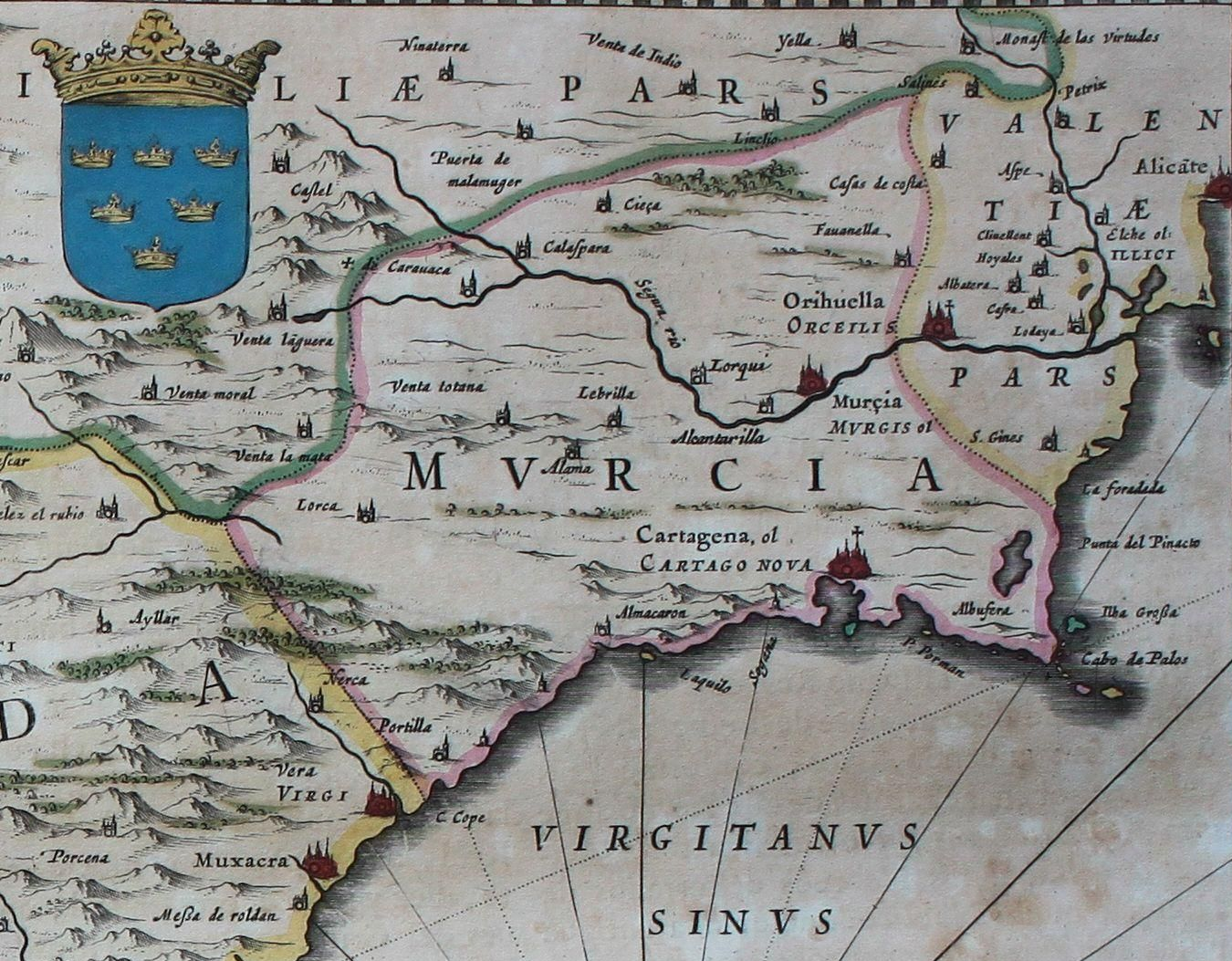
Mapa del Reino de Murcia publicado en la Geographia Blaviana de Joan Blaeu (1659). Aparece su escudo en el cuadrante superior izquierdo

En tiempos de Felipe III se produjo la expulsión de los moriscos murcianos. A principios del siglo XVII su volumen de población era de 12 500 individuos, un 15 % del total del reino, siendo abrumadora mayoría en las tradicionales comarcas moriscas como el Valle de Ricote, la Vega Media del Segura y la mayoría de los municipios de la comarca del río Mula, además de Abanilla y Fortuna y el pueblo del alto Segura de Socovos.
La población morisca estaba por lo general bien integrada en el Reino de Murcia, sin embargo, la política anti-morisca diseñada en la lejana Corte se mostró indiferente a la realidad murciana y decretó la expulsión a finales de 1611. Un grupo de la nobleza murciana contrario a la misma intentó influir en la Corte, sin demasiado éxito. En octubre de 1613 Felipe III decretó la expulsión de los moriscos murcianos, aunque el grado de cumplimiento de la norma fue desigual según las comarcas.

### La crisis delsigloXVII
La expulsión morisca supuso un mazazo para la economía del Reino de Murcia, sobre todo para el sector sericícola, el cual tuvo un importante boom tras el hundimiento de la seda granadina por los sucesos de las Alpujarras. Esto hizo que la crisis que ya se vivía en Castilla desde finales del XVI no tuviera demasiado reflejo en el reino murciano, si exceptuamos el cierre de las minas de alumbre de Mazarrón en 1594.
Pero tras la expulsión morisca y el declive demográfico que trajo consigo, llegó el cierre de los mercados toledanos y cordobeses a la seda murciana en 1630, lo que provocó el hundimiento. La epidemia de peste que se desató en 1648 ahondó en la crisis, muriendo cerca de 30.000 personas en todo el reino. Las riadas vinieron a complicar la situación, con la conocida como "riada de San Calixto" que asoló a la ciudad de Murcia en 1651, o la "riada de San Severo" que destruyó parte de Lorca en 1653.

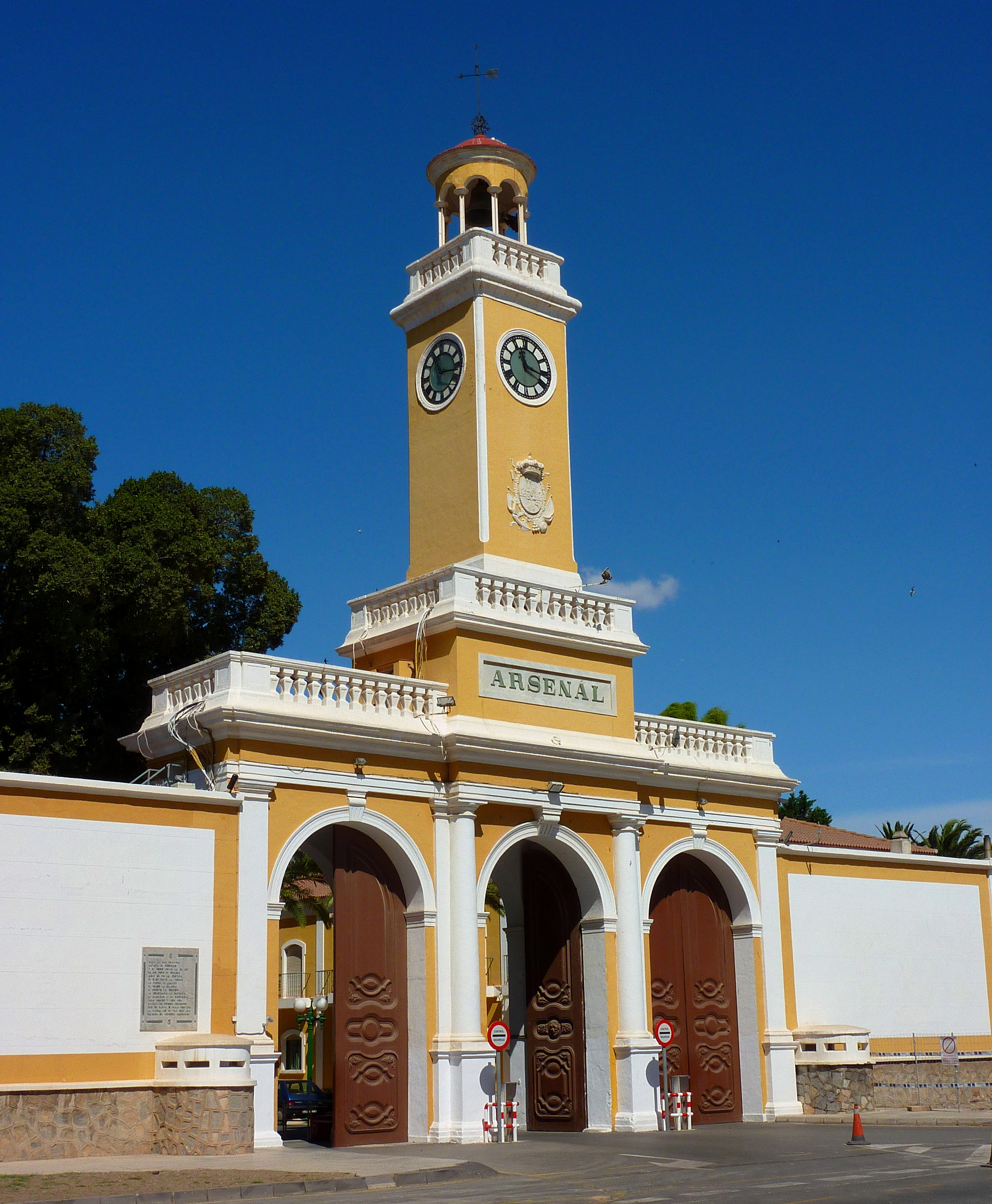
Puerta del Arsenal Militar de Cartagena.

### El esplendor delsigloXVIII
El siglo XVIII dio comienzo con la Guerra de Sucesión, en la que el Reino de Murcia tuvo un importante papel en la victoria borbónica, en la que destacó la acción del Cardenal Belluga, nombrado virrey de Murcia por Felipe V. En el reino se desarrollaron importantes batallas, como la del Huerto de las Bombas, en donde la ciudad de Murcia se libró del cerco de las tropas austracistas, provenientes de Orihuela y Cartagena, en donde el Conde de Santa Cruz de los Manueles había hecho triunfar la causa del Archiduque Carlos de Habsburgo en conjunción con la flota inglesa de John Leake, el combate del Albujón o la decisiva batalla de Almansa.
Como consecuencia del apoyo del Reino de Valencia al bando del archiduque Carlos, Felipe V ordenó que el exclave valenciano de Caudete, pasara a ser parte del Reino de Murcia.
Tras la guerra, el reino vivió un auténtico siglo de oro con un importante incremento de la población (la ciudad de Murcia llegó a los 70 000 habitantes), se desarrolló la agricultura y la industria de la seda, se vivió un gran esplendor artístico (con el escultor Francisco Salzillo), se repobló la zona de la costa con la creación del puerto y villa de Águilas y se convirtió a Cartagena en capital del Departamento Marítimo del Mediterráneo, instalándose en ella el Arsenal de la armada española.

## Los años finales del reino
Ya en pleno siglo XIX, tras la dura guerra de Independencia que tuvo desastrosas consecuencias en la región, la reforma liberal de Javier de Burgos hizo desaparecer el Reino de Murcia en 1833 dando lugar a la provincia de Murcia y a gran parte de la provincia de Albacete. A partir de aquí dio comienzo la denominada Región Murciana biprovincial, que duraría hasta 1982.

## Límites territoriales

El Reino de Murcia en el contexto de los territorios de la Corona de Castilla en 1590.

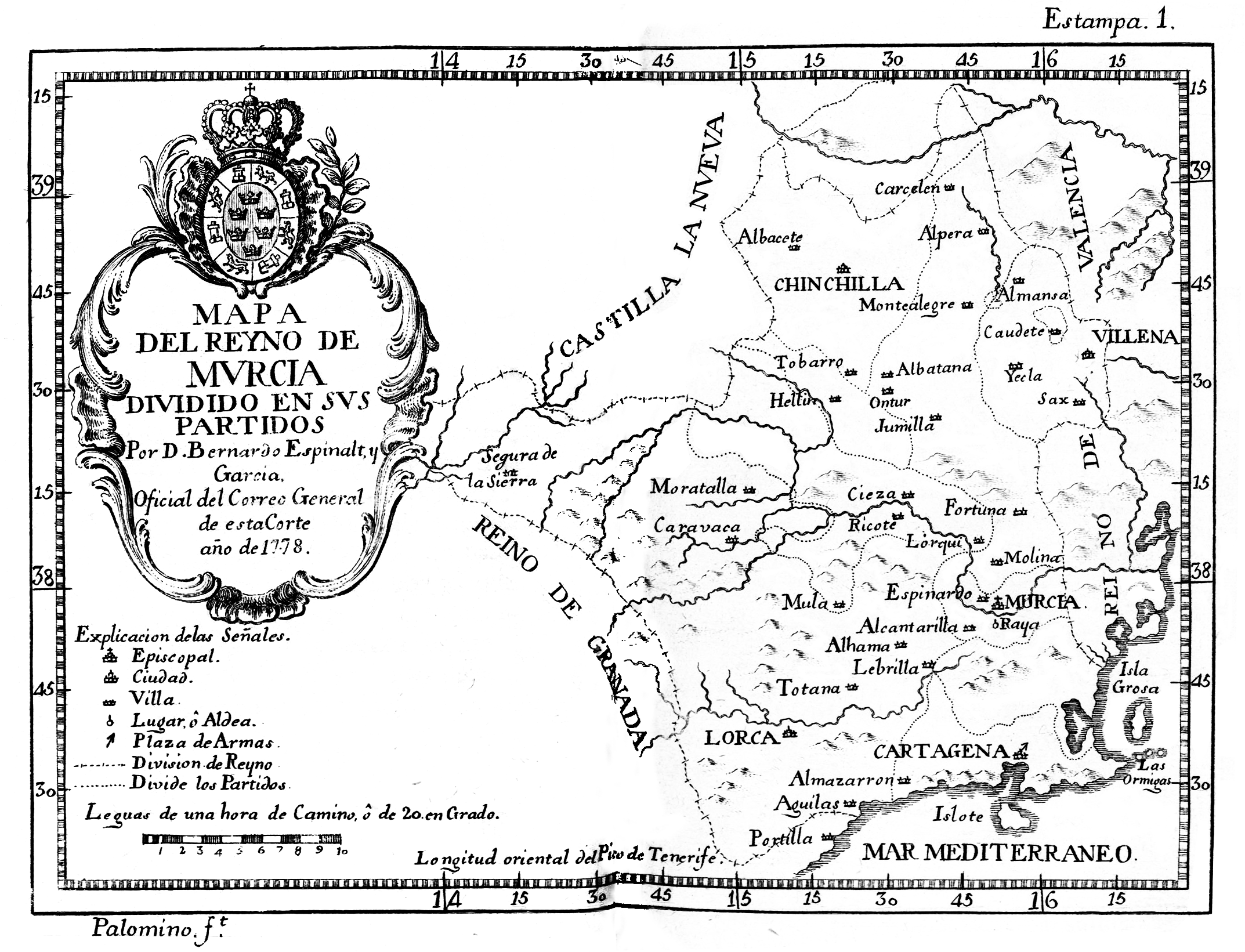
Mapa del Reino de Murcia en 1778

El Reino de Murcia poseía una extensión bastante mayor que la actual Región de Murcia.
En un principio se mantuvieron los límites de la anterior cora de Tudmir, pero posteriormente las fronteras aumentaron y disminuyeron irregularmente. Con el reinado de Ibn Hud, llegaron a alcanzar Almería, Málaga, Ceuta y La Mancha. Posteriormente, la taifa de Murcia quedó limitada a lo que posteriormente sería el Reino de Murcia cristiano, el cual incluía:
- La Región de Murcia actual.
- Anteriormente:
  - Hasta 1304: Mitad sur de la provincia de Alicante, a partir de la línea Biar-Jijona (véase Sentencia Arbitral de Torrellas).
  - Hasta 1833: Benatae, Génave, Orcera, Santiago de la Espada, Segura de la Sierra (con los agregados de La Puerta y de Bujaraiza), Siles, Torres y Villarrodrigo, que se incorporaron a la provincia de Jaén y Huércal-Overa a la de Almería, en Andalucía. (La provincia de Albacete, creada en la división provincial de Javier de Burgos, se incluyó en la nueva Región de Murcia biprovincial, trayendo consigo varias comarcas y municipios que pertenecían históricamente a Castilla la Nueva).
  - Hasta 1836: municipios de Villena y Sax, que pasan a formar parte de la provincia de Alicante.
  - Hasta 1982: la provincia de Albacete, que pasa a formar parte de Castilla-La Mancha (heredera de Castilla la Nueva), con lo que abandonan la Región de Murcia los siguientes territorios históricamente murcianos: Gran parte de la Sierra del Segura, los Campos de Hellín, el Corredor de Almansa y la zona oriental de la comarca de La Mancha de Montearagón, incluido así como el municipio de Albacete.

Dicha extensión ocupaba unos 26.400 kilómetros cuadrados. En la actualidad, la Región de Murcia ocupa algo más de 11.300 kilómetros cuadrados.

## Símbolos
La primera bandera del Reino de Murcia existió durante el reinado de Alfonso X, y consistía en cinco coronas sobre fondo carmesí, con flechos a la derecha.
El rey Pedro I, reconociendo la ayuda prestada por el Reino de Murcia en su lucha contra la Corona de Aragón, dio una sexta corona a su bandera. Dos meses después el mismo rey señaló un cambio en la bandera, que pasaría a tener leones y castillos, afianzando simbólicamente con ello la pertenencia del Reino de Murcia a la Corona de Castilla. Este símbolo permanecerá hasta la guerra de Sucesión.
En cuanto al escudo del Reino de Murcia, durante mucho tiempo fue de siete coronas sobre fondo azul.
Otro de los símbolos del reino, en este caso religioso, es el que constituye la imagen medieval de la Virgen de la Arrixaca. Se trata de una legendaria escultura entronizada en la ciudad de Murcia en el siglo XIII como patrona del reino. Actualmente se venera en la Capilla Real de la murciana iglesia de San Andrés.